# سعيد بن جبير
سعيد بن جبير الأسدي  (46-95 هـ), هو تابعي، مِن أهل العراق، كان تقياً وعالماً بالدين درس العلم عن عبد الله بن عباس حبر الأمة وعن عبد الله بن عمر وعن السيدة عائشة أم المؤمنين في المدينة المنورة، سكن الكوفة ونشر العِلم فيها وكان من علماء التابعين، فأصبح إماماً ومعلماً لأهلها، قتله الحجاج بن يوسف الثقفي بسبب خروجه مع عبد الرحمن بن الأشعث في ثورته على بني أمية.

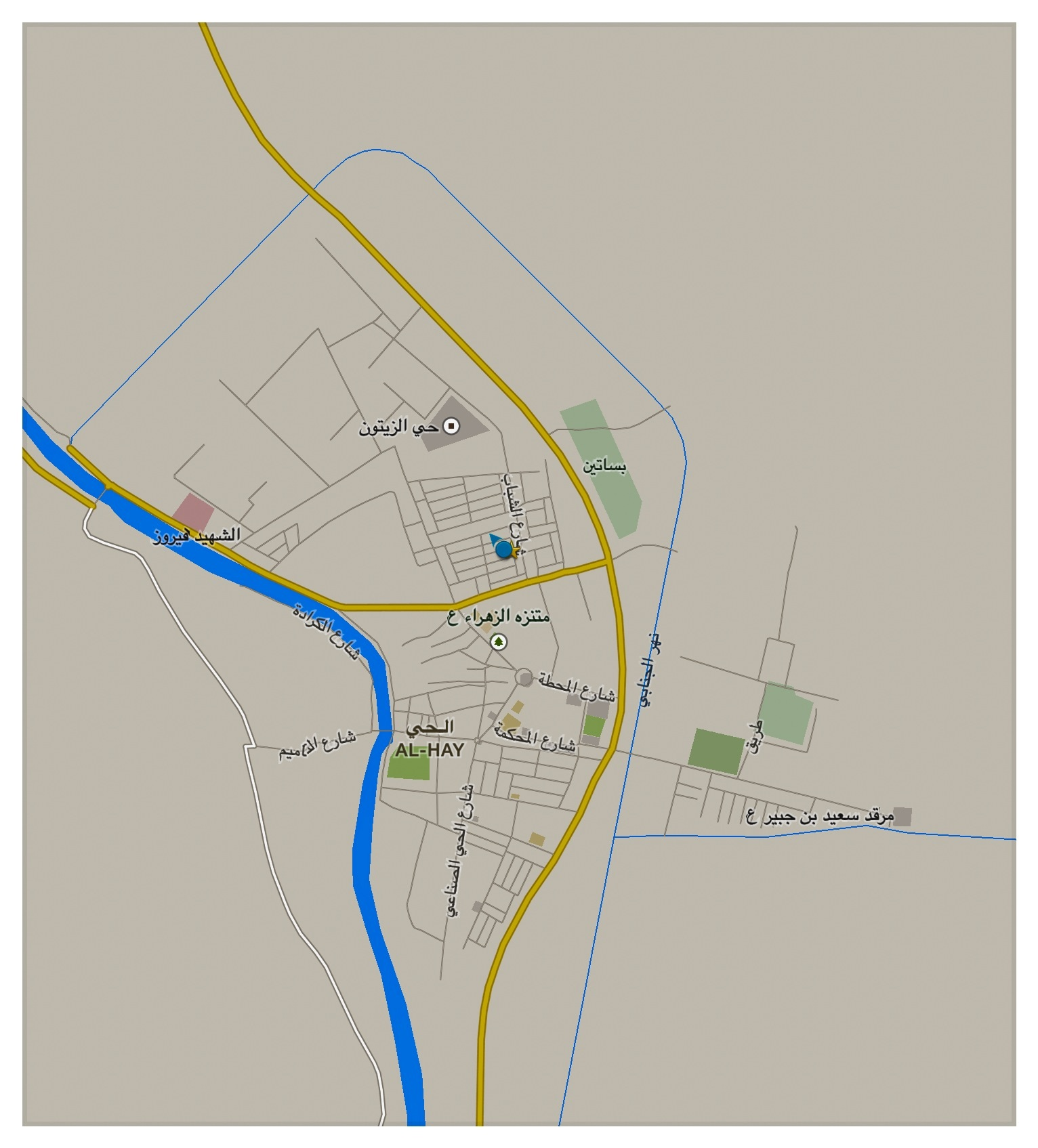
مدينة قضاء الحي- واسط-العراق

## نسب الإمام سعيد بن جبير ومولده وصفته
روى الحاكم في مستدركه عن سعيد بن جبير، "قَالَ : اخْتَلَفْتُ إِلَى ابْنِ عَبَّاسٍ رَضِيَ اللَّهُ عَنْهُمَا ، سَنَةً لَا أُكَلِّمُهُ ، وَلَا يَعْرِفُنِي فَسَمِعْتُ سَعِيدَ بْنَ جُبَيْرٍ يَقُولُ : قَالَ لِي ابْنُ عَبَّاسٍ : مَنِ الرَّجُلُ ؟ قُلْتُ : مِنْ أَهْلِ الْعِرَاقِ . قَالَ : مِنْ أَيِّهِمْ ؟ قُلْتُ : مِنْ بَنِي أَسَدٍ ، قَالَ : مِنْ حَرُورِيَّتِهِمْ أَوْ مِمَّنْ أَنْعَمَ اللَّهُ عَلَيْهِ ؟ قُلْتُ : مِمَّنْ أَنْعَمَ اللَّهُ عَلَيْهِ".
أبو عبد الله سعيد بن جبير بن هشام الأسدي الوالبي، مولاهم وفي رواية من صلب بني أسد الكوفي -الإمام الحافظ المقرئ المفسّر الشهير أحد الأعلام، لم يصرّح أحد من المترجمين بتاريخ مولده، وصرحوا بأن مقتله كان في شعبان سنة 95 هـ، وكثير من المترجمين أو كثير من الذين يرصدون الأخبار ويؤرخون للحوادث لا يقفون كثيراً على تاريخ الميلاد، ولكنهم يضبطون تاريخ الوفاة.وقد قال لابنه: ما بقاء أبيك بعد سبعة وخمسين، كأنه عاش 57 سنة، وتوفي سنة 95 هـ، وعلى ذلك يكون ميلاده سنة 38 هـ تقريباً، وقد صرّح الذهبي بأن ميلاده كان في خلافة الحسن بن علي بن أبي طالب رضي الله عنه وقال بعضهم: مات وله تسع وأربعون سنة، فيكون ميلاده سنة 46 هـ.
صفته: قال الذهبي: روي أنه كان أسود اللون.وعن عبد الله بن نمير عن فطر قال: رأيت سعيد بن جبير أبيض الرأس واللحية.وعن أيوب قال: سئل سعيد بن جبير عن الخضاب بالوسمة فكرهه، وقال: يكسو الله العبد النور في وجهه ثم يطفئه بالسواد؟! فالصبغ يكون بالأحمر أو بالحناء، ويكره الصبغ بالسواد.
وعن إسماعيل بن عبد الملك قال: رأيت على سعيد بن جبير عمامة بيضاء.
وعن القاسم الأعرج قال: كان سعيد بن جبير يبكي بالليل حتى عمش.
كان دعاء سعيد بن جبير على الحجاج قبل مقتله «اللهم لا تسلطه على قتل أحد من بعدي». وقد مات الحجاج دون أن يقتل أحد من بعد سعيد بن جبير. وبعد مقتل سعيد بن جبير اغتم الحجاج غما كبيرا وكان يقول: ما لي ولسعيد بن جبير كلما أردت النوم أخذ برجلي، ويقال أنه رؤي الحجاج في النوم بعد موته فقيل له: ما فعل الله بك ؟
فقال: قتلني بكل قتيل قتلة وقتلني بسعيد بن جبير سبعين قتلة، يوجد مرقد سعيد بن جبير بواسط في العراق.
وُلِدَ سعيد بن جبير في زمن خلافة الإمام على بن أبي طالب بالكوفة، وقد نشأ سعيد محبًّا للعلم، مقبلاً عليه، ينهل من معينه، فقرأ القرآن على ابن عباس، وأخذ عنه الفقه والتفسير والحديث، كما روى الحديث عن أكثر من عشرة من الصحابة، وقد بلغ رتبة في العلم لم يبلغها أحد من أقرانه، قال خصيف بن عبد الرحمن عن أصحاب ابن عباس: كان أعلمهم بالقرآن مجاهد وأعلمهم بالحج عطاء، وأعلمهم بالطلاق سعيد بن المسيب، وأجمعهم لهذه العلوم سعيد بن جبير.

## علمه
روى عن ابن عباس، وعن عبد الله بن مغفل، وعائشة، وعدي بن حاتم، وأبي موسى الأشعري في سنن النسائي، وأبي هريرة، وأبي مسعود البدري - وهو مرسل - وعن ابن عمر، وابن الزبير، والضحاك بن قيس، وأنس، وأبي سعيد الخدري، وروى عن التابعين، مثل أبي عبد الرحمن السلمي. وكان من كبار العلماء، وقرأ القرآن على ابن عباس. قرأ عليه أبو عمرو بن العلاء وطائفة.
كان ابن عباس يجعل سعيدًا بن جبير يفتي وهو موجود، ولما كان أهل الكوفة يستفتونه، فكان يقول لهم: أليس منكم ابن أم الدهماء؟ يعني سعيد بن جبير، وكان سعيد بن جبير كثير العبادة لله، فكان يحج مرة ويعتمر مرة في كل سنة، ويقيم الليل، ويكثر من الصيام، وربما ختم قراءة القرآن في أقل من ثلاثة أيام.

## مقتله
كان الحجاج قد جعله على نفقات الجند حين بعثه مع ابن الأشعث إلى قتال رتبيل ملك الترك، فلما خلعه ابن الأشعث خلعه معه سعيد بن جبير، فلما ظفر الحجاج بابن الأشعث وأصحابه هرب سعيد بن جبير إلى أصبهان، فكتب الحجاج إلى نائبها أن يبعثه إليه، فلما سمع بذلك سعيد هرب منها، ثم كان يعتمر في كل سنة ويحج، ثم إنه لجأ إلى مكة فأقام بها إلى أن وليها خالد بن عبد الله القسري، فأشار من أشار على سعيد بالهرب منها، فقال سعيد: والله لقد استحييت من الله مما أفر ولا مفر من قدره؟ وتولى على المدينة عثمان بن حيان بدل عمر بن عبد العزيز، فجعل يبعث من بالمدينة من أصحاب ابن الأشعث من العراق إلى الحجاج في القيود، فتعلم منه خالد بن الوليد القسري، فعين من عنده من مكة سعيد بن جبير وعطاء بن أبي رباح، ومجاهد بن جبر وعمرو بن دينار وطلق ابن حبيب، ويقال أن الحجاج أرسل إلى الوليد يخبره أن بمكة أقواما من أهل الشقاق، فبعث خالد بهؤلاء إليه ثم عفا عن عطاء وعمرو بن دينار لأنهما من أهل مكة وبعث بأولئك الثلاثة، فأما طلق فمات في الطريق قبل أن يصل، وأما مجاهد فحبس فما زال في السجن حتى مات الحجاج، وأما سعيد بن جبير فلما أوقف بين يدي الحجاج قال له: يا سعيد ألم أشركك في أمانتي؟ ألم أستعملك؟ ألم أفعل؟ ألم أفعل؟ كل ذلك يقول: نعم حتى ظن من عنده أنه سيخلي سبيله حتى قال له: فما حملك على الخروج علي وخلعت بيعة أمير المؤمنين، فقال سعيد: إن ابن الأشعث أخذ مني البيعة على ذلك وعزم علي، فغضب عند ذلك الحجاج غضبا شديدا، وانتفخ حتى سقط طرف ردائه عن منكبه، وقال له ويحك ألم أقدم مكة فقتلت ابن الزبير وأخذت بيعة أهلها وأخذت بيعتك لأمير المؤمنين عبد الملك؟ قال: بلى، قال: ثم قدمت الكوفة واليا على العراق فجددت لأمير المؤمنين البيعة فأخذت بيعتك له ثانية، قال: بلى! قال فتنكث بيعتين لأمير المؤمنين وتفي بواحدة للحائك ابن الحائك؟ يا حرسي اضرب عنقه. قال: فضربت عنقه فبدر رأسه عليه لا طئة صغيرة بيضاء، وقد ذكر الواقدي نحو هذا، وقال له: أما أعطيتك مائة ألف؟ أما فعلت أما فعلت. ودار بينهما هذا الحوار:

الحجاج: ما اسمك؟ سعيد: سعيد بن جبير.

الحجاج: بل أنت شقي بن كسير.

سعيد: بل أمي كانت أعلم باسمي منك.

الحجاج: شقيتَ أنت، وشقيتْ أمك.

سعيد: الغيب يعلمه غيرك.

الحجاج: لأبدلنَّك بالدنيا نارًا تلظى.

سعيد: لو علمتُ أن ذلك بيدك لاتخذتك إلهًا.

الحجاج: فما قولك في محمد.

سعيد: نبي الرحمة، وإمام الهدى.

الحجاج: فما قولك في على بن أبي طالب، أهو في الجنة أم في النار؟

سعيد: لو دخلتها؛ فرأيت أهلها لعرفت.

الحجاج: فما قولك في الخلفاء؟

سعيد: لست عليهم بوكيل.

الحجاج: فأيهم أعجب إليك؟

سعيد: أرضاهم لخالقي.

الحجاج: فأيهم أرضى للخالق؟

سعيد: علم ذلك عنده.

الحجاج: أبيتَ أن تَصْدُقَنِي.

سعيد: إني لم أحب أن أكذبك.

الحجاج: فما بالك لم تضحك؟

سعيد: لم تستوِ القلوب وكيف يضحك مخلوق خلق من طين والطين تأكله النار.
اتبع الحجاج مع سعيد بن جبير طريقًا آخر، لعله يزحزحه عن الحق، أغراه بالمال والدنيا، وضع أموالا كثيرة بين يديه، فقال: إن كنت يا حجاج قد جمعت هذا المال لتتقي به فزع يوم القيامة فصالح، وإلا ففزعة واحدة تذهل كل مرضعة عما أرضعت. لقد أفهمه سعيد أن المال هو أعظم وسيلة لإصلاح الأعمال وصلاح الآخرة، إن جمعه صاحبه بطريق الحلال لاتـِّقاء فزع يوم القيامة.﴿يَوْمَ لَا يَنْفَعُ مَالٌ وَلَا بَنُونَ ۝٨٨ إِلَّا مَنْ أَتَى اللَّهَ بِقَلْبٍ سَلِيمٍ ۝٨٩﴾ [الشعراء:88–89]. ومرة أخرى تفشل محاولات الحجاج لإغراء سعيد، فهو ليس من عباد الدنيا ولا ممن يبيعون دينهم بدنياهم، وبدأ الحجاج يهدد سعيدًا بالقضاء عليه، ودار هذا المشهد بينهما: الحجاج: ويلك يا سعيد! سعيد: الويل لمن زحزح عن الجنة وأدخل النار. الحجاج: أي قتلة تريد أن أقتلك؟ سعيد: اختر لنفسك يا حجاج، فوالله ما تقتلني قتلة إلا قتلتك قتلة في الآخرة. الحجاج: أتريد أن أعفو عنك؟ سعيد: إن كان العفو فمن الله، وأما أنت فلا براءة لك ولا عُذر. الحجاج: اذهبوا به فاقتلوه. فلما خرجوا ليقتلوه، بكي ابنه لما رآه في هذا الموقف، فنظر إليه سعيد وقال له: ما يبكيك؟ ما بقاء أبيك بعد سبع وخمسين سنة؟ وبكي أيضًا صديق له، فقال له سعيد: ما يبكيك؟ الرجل: لما أصابك.
سعيد: فلا تبك، كان في علم الله أن يكون هذا، ثم تلا: {ما أصاب من مصيبة في الأرض ولا في أنفسكم إلا في كتاب من قبل أن نبرأها} [الحديد:22] ثم ضحك سعيد، فتعجب الناس وأخبروا الحجاج، فأمر بردِّه، فسأله الحجاج: ما أضحكك؟
سعيد: عجبت من جرأتك على الله وحلمه عنك. الحجاج: اقتلوه. سعيد: {وجهت وجهي للذي فطر السموات والأرض حنيفًا وما أنا من المشركين} [الأنعام: 79]. الحجاج: وجهوه لغير القبلة. سعيد: {فأينما تولوا فثم وجه الله} [البقرة:115]. الحجاج: كبوه على وجهه. سعيد: ﴿مِنْهَا خَلَقْنَاكُمْ وَفِيهَا نُعِيدُكُمْ وَمِنْهَا نُخْرِجُكُمْ تَارَةً أُخْرَى ۝٥٥﴾ [طه:55]. الحجاج: اذبحوه. سعيد: أما أنا فأشهد أن لا إله إلا الله وحده لا شريك له وأن محمدًا عبده
ورسوله، خذها مني يا حجاج حتى تلقاني بها يوم القيامة، ثم دعا سعيد ربه فقال: اللهم لا تسلطه على أحد يقتله بعدي.
، و مات سعيد شهيدًا في 11 رمضان 95 هـ الموافق 714م، وله من العمر تسع وخمسون سنة، مات ولسانه رطب بذكر الله.

## انظر
- ضريح سعيد بن جبير

## وصلات خارجية
- سعيد ابن جبير موقع المدينة المنورة